# Смирнова, Ольга Ивановна
Ольга Ивановна Смирнова (27 июня 1910, Санкт-Петербург — 13 января 1982) — советский лингвист. Специалист в области иранистики, истории иранских языков, этимологии и этнографии иранских народов, и тюркских народов, переводчик согдийских текстов.

## Биография
Окончила иранскую кафедру Восточного отделения филологического факультета Ленинградского государственного университета.
С 1963 года работала в Ленинградском отделении Института востоковедения АН СССР / Санкт-Петербургском филиале ИВ РАН (старший научный сотрудник).
О.И. Смирнова была одним из основателей согдийской нумизматики. С началом археологических раскопок на городище древнего Пенджикента О.И. Смирнова изучила бронзовые монеты с согдийскими надписями. В 1950 г. вышла статья О.И. Смирновой, посвященная согдийским монетам согдийских царей второй половины VII-первой половины VIII вв.: Вархумана, Гурака и Тургара. Были описаны также монеты Чача с трехконечным знаком. 
В 1963 году О.Смирнова защитила кандидатскую диссертацию. Большим вкладом в согдийскую нумизматику является монография О.И. Смирновой «Каталог монет с городища Пенджикент» (1963). Фундаментальной монографией по согдийской и тюрко-согдийской нумизматике стала публикация по теме «Сводный каталог согдийских монет. (Бронза)». (1981). Каталог содержит описание 1685 бронзовых согдийских монет.
О.Смирнова выделила раннесогдийские монеты с портретами правителей и знаками (V-VI вв.), согдо-китайские монеты, монеты ихшидов Согда, правителей Пенджикента, правителей неустановленных среднеазиатских владений, афшинов Уструшаны, тюрко-согдийские монеты, монеты Чача, Отрара, тюргешей Семиречья, тухусов и др. Автором была проделана большая работа по чтению имен правителей, определению их происхождения и этимологии, идентификации правителей, локализации монет.
О.И.Смирнова скончалась в 1982 году.

## Основные опубликованные работы
- Смирнова О.И. (1950). Монеты из раскопок древнего Пенджикента // МИА, № 15. М. – Л., 1950, с. 224-231.
- Смирнова О.И. (1963). Каталог монет с городища Пенджикент. М., 1963, с. 56-57.
- Смирнова О.И. (1963а). Клад аббасидских драхм с Пенджикентского городища // ЭВ, XV. М.-Л, 1963, с. 58-72.
- Смирнова О.И. (1981). Сводный каталог согдийских монет. (Бронза). М., 1981.

## Ссылок
http://www.orientalstudies.ru/rus/index.php?option=com_personalities&Itemid=74&person=501